# Heterocentrotus mamillatus
A Heterocentrotus mamillatus a tengerisünök (Echinoidea) osztályának Camarodonta rendjébe, ezen belül az Echinometridae családjába tartozó faj.

## Előfordulása
A Heterocentrotus mamillatus előfordulási területe a Vörös-tenger és az Indiai-óceán nyugati fele. Jordániától és Kelet-Afrikától kezdve Madagaszkárig és Dél-Afrikáig található meg, továbbá Mauritius, a Seychelle-szigetek és a Maldív-szigetek tengervizeiben is fellelhető.

## Megjelenése
Az állat testének átmérője 8 centiméter, míg tüskéi 10 centiméteresek. A puha belsejét külső meszes váz védi.

## Életmódja
A tengerfenéken mászkál, ahol a szerves törmeléket szűri ki a homokból; azonban a nagyobb dögöket sem veti meg. A Clavisodalis abbreviatus, a Clavisodalis tenuis, a Mecomerinx heterocentroti és a Senariellus latiseta nevű evezőlábú rákok (Copepoda) a belső élősködői ennek a tengerisünfajnak.

## Képek

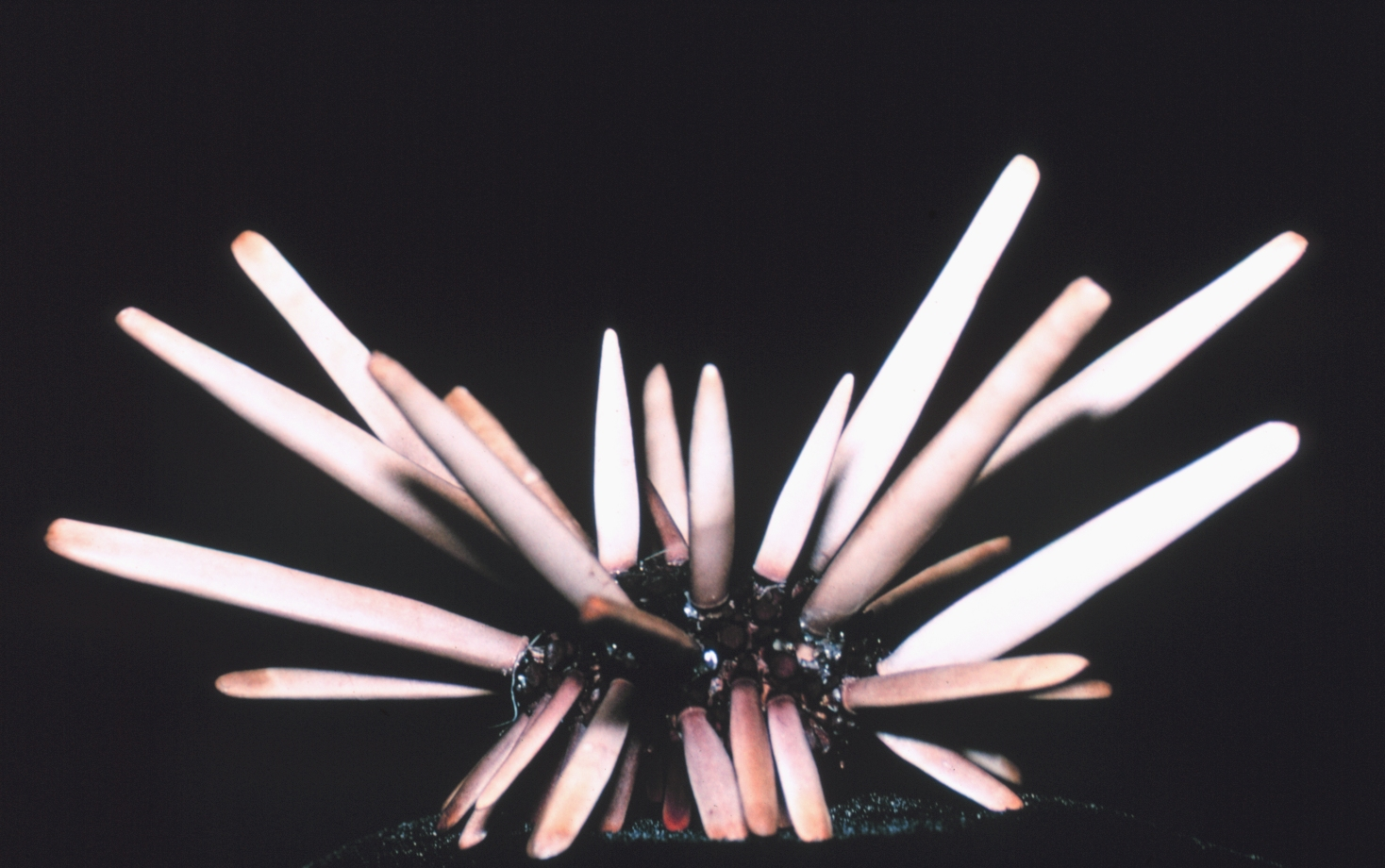
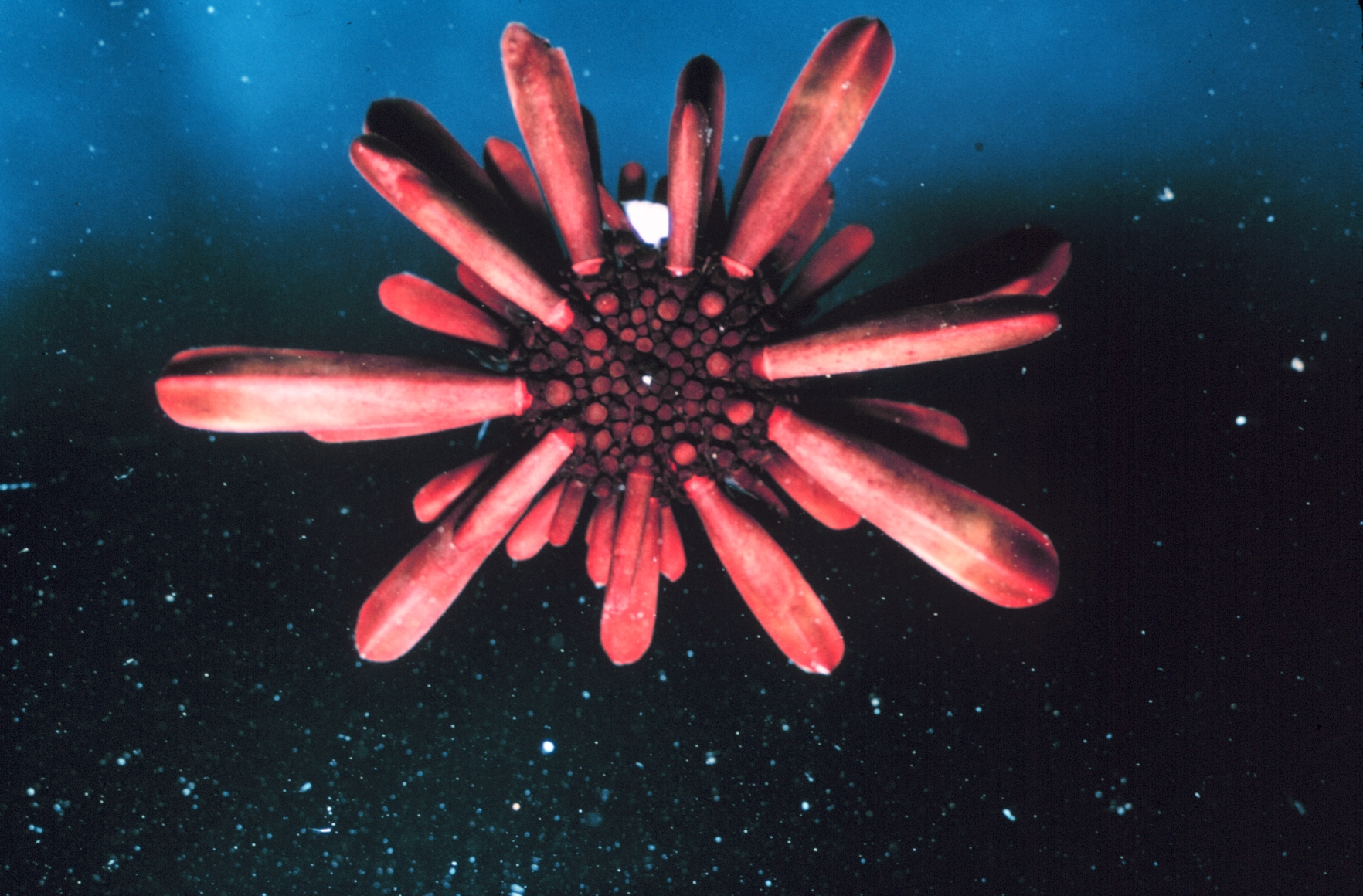
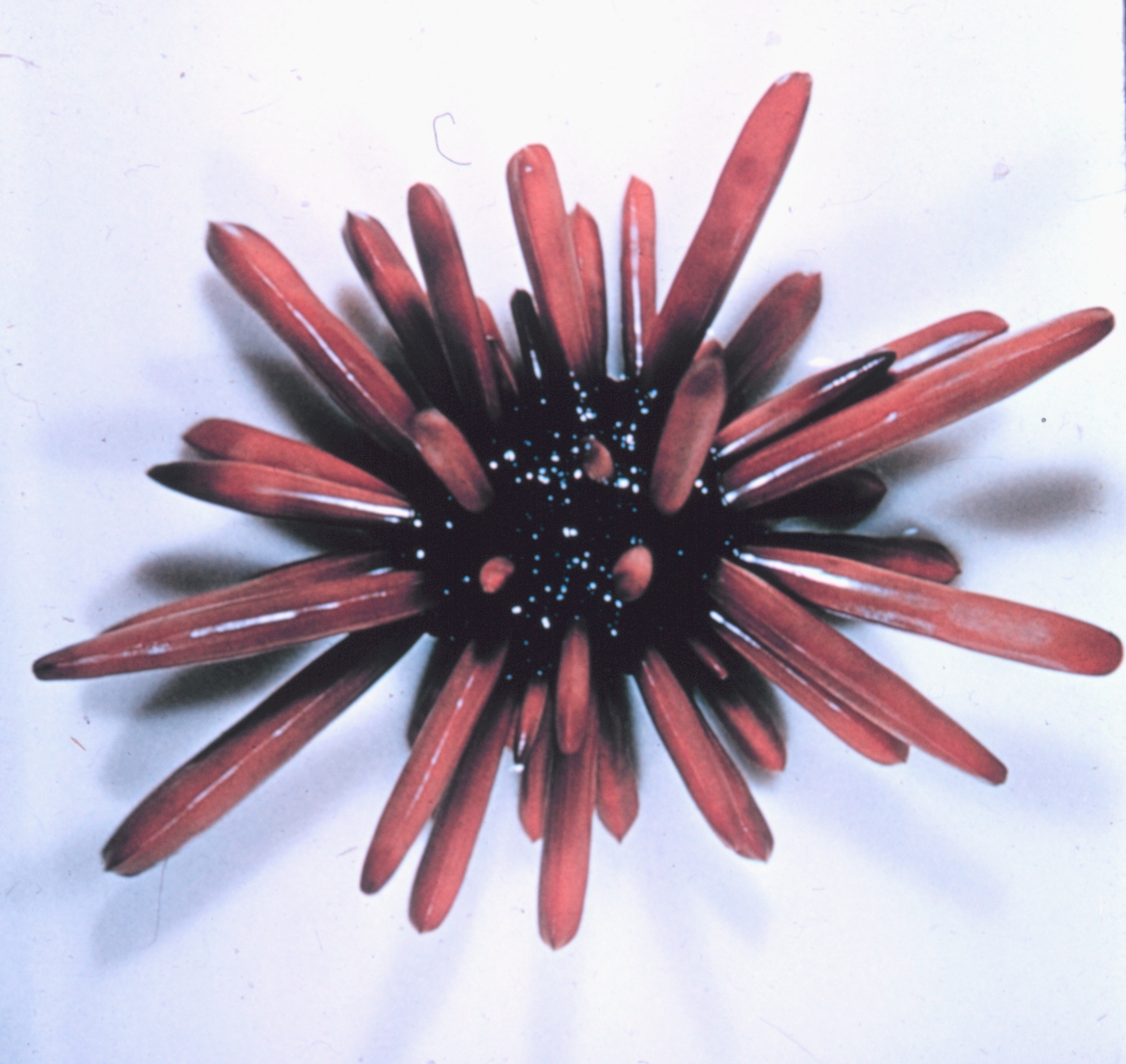
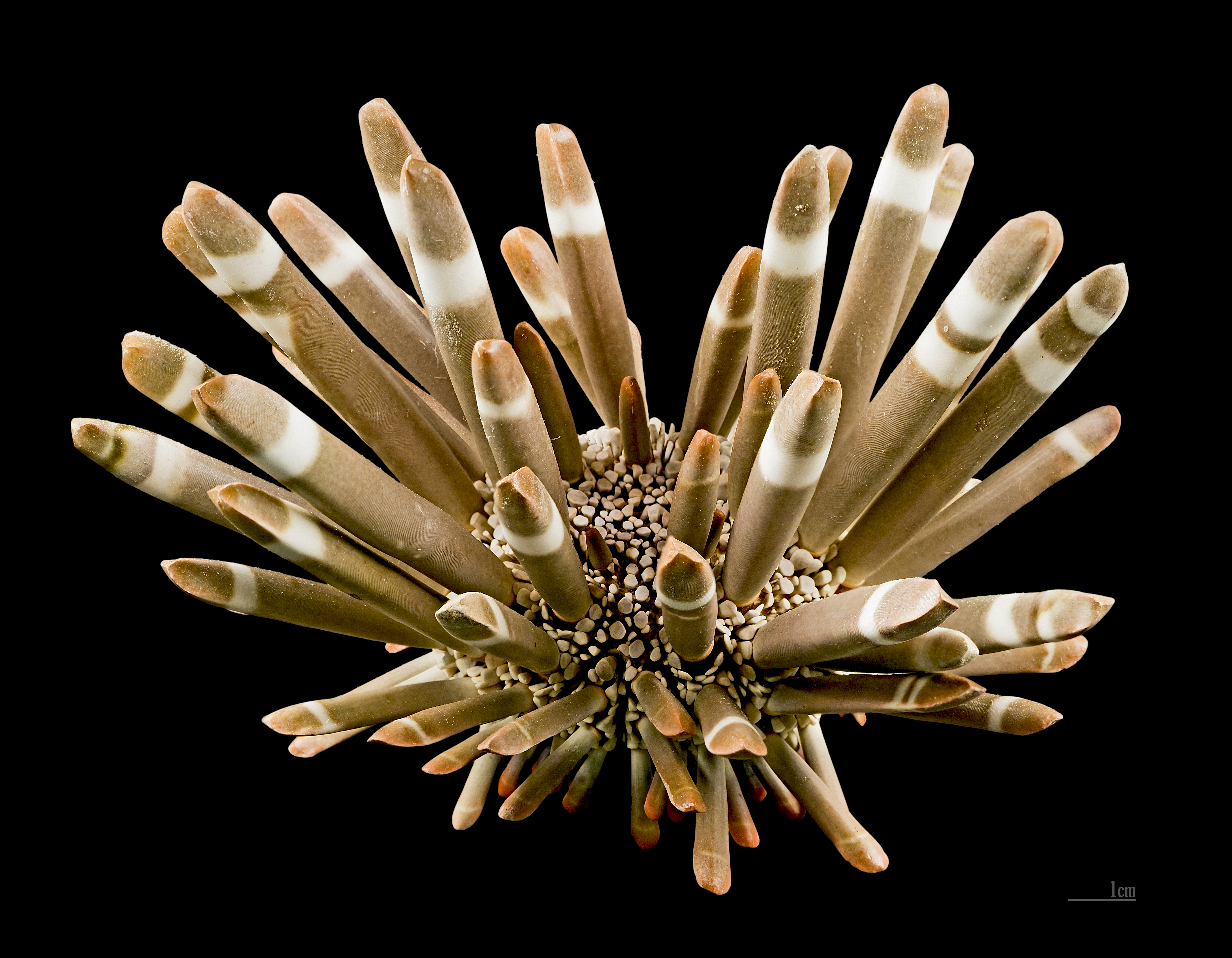
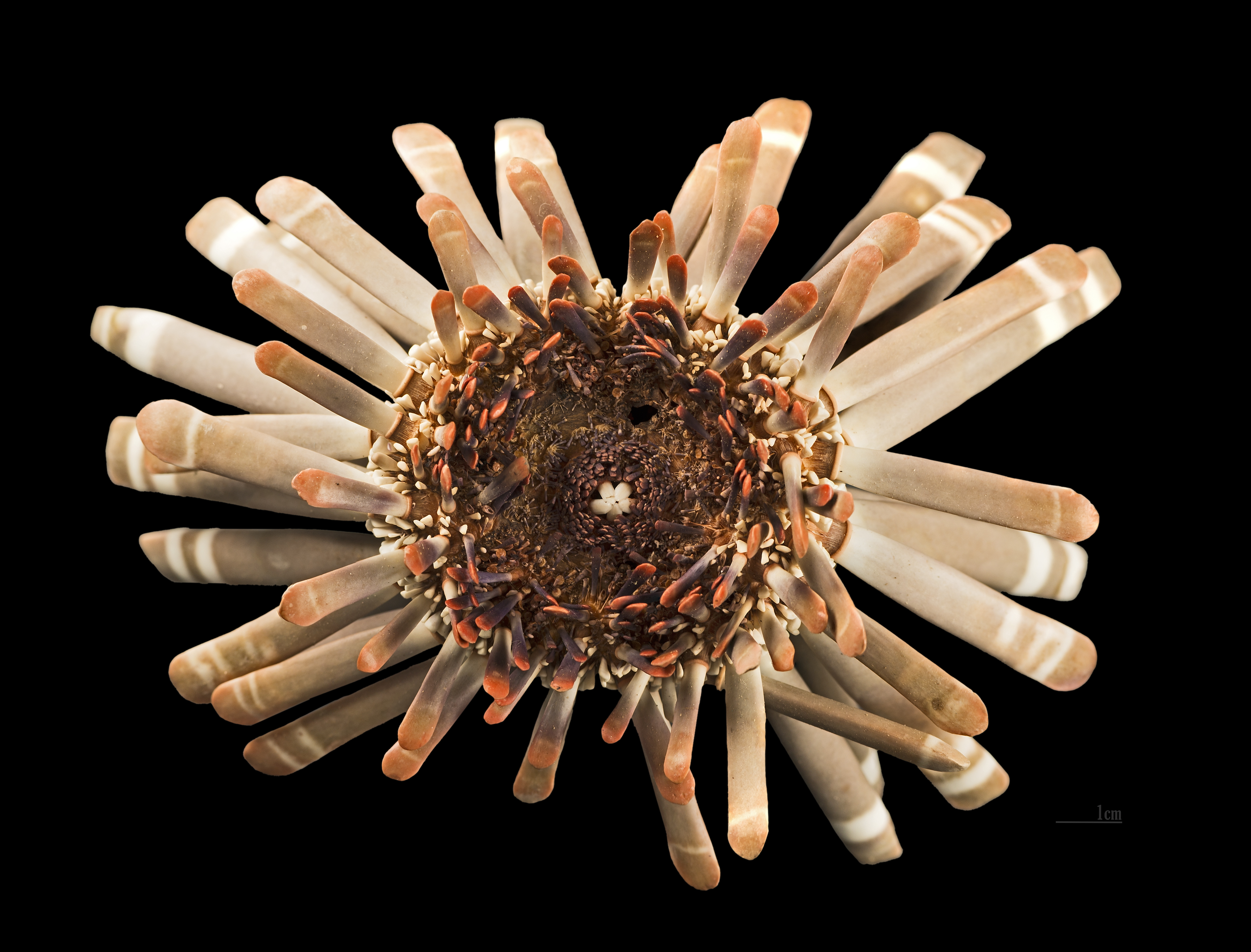